# 世界を結ぼう
「世界を結ぼう」（せかいをむすぼう）は、1992年4月にNHKの『みんなのうた』で放送された曲。作詞：森雪之丞、作曲：松岡直也、編曲：ペッカー、歌：サンドラと森の木児童合唱団。
楽しい地中海に世界の人々を招待させる楽曲。『みんなのうた』での放送に使用されたアニメーションの製作は同番組6作目の起用となる前田昭が担当した。映像では擬人化されたブタとたくさんのネコが地中海で遊んでいる様子が絵描かれている。